# Mittelmeerspiele 1993
Die Mittelmeerspiele 1993 (offiziell: XII. Mittelmeerspiele) fanden vom 16. Juni bis 27. Juni 1993 an verschiedenen Orten in der französischen Region Languedoc-Roussillon (heute Okzitanien) statt.

## Teilnehmende Nationen
Es nahmen 19 Nationen teil, die insgesamt 2598 Athleten (darunter 1994 Männer und 604 Frauen) entsandten. Mit dem Zerfall Jugoslawiens kamen drei neue Länder hinzu: Bosnien und Herzegowina, Kroatien und Slowenien; die sanktionierte Bundesrepublik Jugoslawien erhielt hingegen keine Einladung zur Veranstaltung. Die Anzahl der Teilnehmer ist in Klammern angegeben.
- Ägypten (57)
- Albanien (21)
- Algerien (16)
- Bosnien und Herzegowina (95)
- Frankreich (413)
- Griechenland (256)
- Italien (345)
- Kroatien (224)
- Libanon (41)
- Malta (10)
- Marokko (135)
- Monaco (14)
- San Marino (13)
- Spanien (339)
- Slowenien (149)
- Syrien (35)
- Tunesien (60)
- Türkei (217)
- Zypern (58)

## Sportarten und Wettbewerbe
Das Programm der zwölften Mittelmeerspiele umfasste 25 Sportarten mit 221 Wettbewerben.
- Basketball
- Bogenschießen
- Boxen
- Fechten
- Fußball
- Gewichtheben
- Golf
- Handball
- Judo
- Kanu
- Karate
- Leichtathletik
- Radsport
- Reitsport
- Ringen
- Rudern
- Rugby Union
- Schießen
- Schwimmen
- Segeln
- Tennis
- Tischtennis
- Turnen
- Volleyball
- Wasserball

## Medaillenspiegel
| Platz  | Land                    | Gold | Silber | Bronze | Gesamt |
| ------ | ----------------------- | ---- | ------ | ------ | ------ |
| 01     | Frankreich              | 83   | 53     | 56     | 192    |
| 02     | Italien                 | 37   | 44     | 40     | 121    |
| 03     | Türkei                  | 34   | 20     | 10     | 64     |
| 04     | Griechenland            | 17   | 25     | 24     | 66     |
| 05     | Spanien                 | 13   | 40     | 33     | 86     |
| 06     | Kroatien                | 9    | 6      | 19     | 34     |
| 07     | Marokko                 | 7    | 7      | 13     | 27     |
| 08     | Algerien                | 5    | 6      | 11     | 22     |
| 09     | Slowenien               | 4    | 2      | 5      | 11     |
| 10     | Ägypten                 | 4    | 9      | 16     | 29     |
| 11     | Syrien                  | 4    | 2      | 5      | 11     |
| 12     | Bosnien und Herzegowina | 2    | —      | 1      | 3      |
| 13     | Tunesien                | 1    | 1      | 8      | 10     |
| 14     | Albanien                | —    | 2      | —      | 2      |
| 15     | Zypern                  | —    | 1      | 2      | 3      |
| 16     | San Marino              | —    | 1      | —      | 1      |
| 17     | Malta                   | —    | —      | 1      | 1      |
| Gesamt | Gesamt                  | 221  | 223    | 247    | 691    |